# Minelli Modena
El Minelli Modena  fue un equipo de voleibol italiano de la ciudad de Modena activo entre la mitad de los años 40 y la mitad de los años 70.

## Historia
El equipo nace tras el fin de la Segunda Guerra Mundial. Su nombre es un homenaje al estudiante Luciano Minelli, un partisano asesinado por el ejército nazifascista cerca de Mirandola. 
Participa en la primera edición del campeonato italiano de voleibol en 1946, sin embargo desciende a Segunda División el año siguiente. Después de tan solo una temporada regresa a la Serie A1 y en 1953 consigue ganar su primer campeonato y repite títulos en 1954 y 1955. Se convierte en el primer equipo de Modena en proclamarse campeón de Italia, empezando una racha de 11 triunfos de los equipos modeneses (3 por el mismo Minelli, 3 por el Villa d'Oro Pallavolo y 5 por el Avia Pervia Modena). 
Sin embargo el Minelli tras su tercer triunfo empieza un lento declive culminado en el descenso una década más tarde en la temporada 1966/1967. Regresa a la Serie A1 en 1970/1971 donde se queda por tres temporadas más; tras el descenso en 1973/1974 disputa su última temporada en la Segunda División y en 1975 desaparece definitivamente.

## Palmarés
- Campeonato de Italia (3)

1953, 1954, 1955
2°lugar (1) : 1956